# گارد یونگ
گارد یونگ (به انگلیسی: Guard Young) ژیمناست زادهٔ ۳ ژوئن ۱۹۷۷ میلادی اهل کشور ایالات متحده آمریکا است.